# Merochlorops lucens
Merochlorops lucens är en tvåvingeart som först beskrevs av de Meijere 1908.  Merochlorops lucens ingår i släktet Merochlorops och familjen fritflugor. Inga underarter finns listade i Catalogue of Life.